# ニーベルングの指環 (漫画)
『ニーベルングの指環』（ニーベルングのゆびわ）は、松本零士による日本の漫画。リヒャルト・ワーグナーの楽劇『ニーベルングの指環』をモチーフにした作品。本項では、これを原作としたOVA作品『ハーロック・サーガ ニーベルングの指環』についても記述している。

## 概要
若き頃よりワーグナーの楽劇『ニーベルングの指環』の漫画化を構想していた松本がキャプテンハーロックを中心に換骨奪胎して描いた作品である。当初は新潮社の雑誌『中古車ファン』の1990年10月10日号から1991年11月25日号にかけて連載が行われたが、休刊により第一部で終了となる。第一部では掲載誌に合わせトチローが移動に使用する車が宇宙空間でも走ることが出来るベンツ190SLであるなど、かつての名車が登場している。
その後新潮社のWEBマガジン『Web新潮』1997年4月号より連載を再開したが第四部の途中で連載が途絶え、単行本も第三部の刊行で止まっていた。Webでの連載に移行してからはPCモニタでの見栄えを重視した構成となり、単行本で見るとほとんどのページが上下半分に分かれたコマ割りとなっていた。
また当時としては珍しいWeb連載形式を生かす試みとして、読者からの感想や（キャラクターへの）応援メールを「20世紀末から届いたクリスマスプレゼント」と称して第3部『ジークフリート』本編で2000年のクリスマスに一斉公開し、ハーロック・トチロー少年や幼いメーテル・エメラルダス姉妹を喜ばせるキャンペーンもあった。
2025年、小学館から「完全版」全4巻が刊行される。第4部〈神々の黄昏〉は初の単行本化となる。

## 物語
第一部 ラインの黄金
手にした者は全宇宙を支配できるという指輪、その材料となる惑星ラインの黄金がニーベルングの首領アルベリッヒに奪われてしまう。
黄金の指輪を手にしたアルベリッヒは支配者ヴォータンの治めるワルハラへの侵攻を開始、一方神話の時代に起きたことが再び始まるというミーメの警告に従いハーロックとトチローもアルカディア号でワルハラへ向かう。
第二部 ワルキューレ
時間を超越する力を持つヴォータンは、ワルハラを襲う前の時代でハーロックとトチローを抹殺するため自らの娘であるワルキューレの9人姉妹を送り込む。
時は戻り西暦2964年。地球は第一次星間大戦に敗北し、ヴォータンに支配される暗黒の時代。グレート・ハーロックとドクター大山、そしてその一党は密かに建造したデスシャドウ1号艦で地球を飛び立つ。デスシャドウ1号艦で惑星メタブラディに降り立ったグレート・ハーロックとドクター大山は、自らの命を狙うメタノイドの女戦士ヘルマザリア、ワルキューレの長女ブリュンヒルデと酒を酌み交わす。一方謎の宇宙船を見つけたハーロックとトチローはその中に招かれる。そこにはその宇宙船クイーン・エメラルダス号に導かれて来た999号に乗って旅する姉妹エメラルダスとメーテルがいた。
第三部 ジークフリート
ヴォータンによりクリスタルの棺に封じ込められたワルキューレを助けるため惑星ラインに向かうデスシャドウ号、そこにはヴォータンの手の者が待ち構えていた。
巨大戦闘艦「火龍」及び「無の宇宙」より訪れたハーゲンを退けたデスシャドウ号であったが艦内の物理法則が崩壊し艦体全体が凍り付く危機を迎えるもののブリュンヒルデの命をかけた行動により危機を脱する。その後暗黒女王の侵略にいち早く気づき、この宇宙（有の宇宙）全体と息子達の未来を守るためにファンタズマ艦隊と刺し違え、グレートハーロックとドクター大山は伝説となる。
第四部 神々の黄昏
海賊島に遺されたハーロックとトチローは更なる力（アルカディア号）を求め、かつて父が地球に遺した短剣を得るためにデスシャドウ2号艦を急造する。閉鎖された地球の総督府、ハーロックとトチローはついに短剣を発見し、アルカディア号建造の為の大きな一歩を踏み出した。
所変わって舞台はワルハラ、グレートハーロックに利用された惑星ラインの偉大な力とオルガンが気に入らず、アルベリッヒを差し向け惑星ごと破壊を試みるが、アルカディア号を建造し、経験を積んだ若きハーロックとトチローの前にアルベリッヒは完膚なきまでに打ちのめされる。更に2度にわたって「ラインの黄金」を狙ったことでラインの乙女達の怒りによってアルベリッヒは完全に息の根を止められる。
自身の使える駒の多くを失ったヴォータンは最後の手段として嫌われ者のクリームヒルトをワルハラへ呼び寄せる。
以降は連載中断の為に未公開であり、2010年をもって公開サイトであった『Web新潮』もサービスを終了したために、現在第四部を閲覧する術は存在しない（松本が2023年に没し、後を継ぐという作家の名乗りも見られない）。

## 登場人物
声はOVA版。
ハーロック
声：山寺宏一
トチロー
声：山寺宏一
本作でもすでに病に犯されている。アルカディア号の中にある四畳半ほどの私設研究室兼個室を拠点としている。
ヤッタラン副長
声：千葉繁
親子二代にわたってアルカディアの副長を務める男。容姿は短足かつ肥満体ではあるが少年時代より波動砲のミニチュア製造を行うなど有能な面も描写されている。成長したその容姿は父親である「オールド・ヤッタラン」と瓜二つである。
メーテル
声：池田昌子
999号で宇宙を巡る黒い服を着た女性。台場正に「黄金」の加工を依頼する人物に気を付けるように忠告する。幼少期では惑星メタブラディの「ホテル・メタブラディ」内でヘルマザリアに姉のエメラルダス共々見込まれ伝説の船の眠る谷を教えられる。そこで眠る船の下でハーロックとトチロー少年と邂逅する。
エメラルダス
声：勝生真沙子
本作のヒロイン。宇宙に名をとどろかす自由交易人にして女海賊。『ラインの黄金』時点ではクイーンエメラルダス号ではなくトチローが設計した大帆船で宇宙を駆ける。幼少期は妹のメーテルと共に999号に乗って宇宙をさすらう少女であり、メタブラディの一件以降、クイーンエメラルダス号に真の主として認められる。
台場正
声：関俊彦
宇宙に名高い機械工。その技術は亡き父から受け継いだものであり、アルベリッヒに命令されて黄金の指環を作成することとなる。
台場工場長
正の父。グレートハーロックやハーロックと共に宇宙を旅しておりNo.0の戦士の銃を愛用。ミーメを救いハーロック一党に迎えたのも彼である。
グレートハーロック
ハーロックの父。デスシャドウ号で地球から旅立つ。ジークフリートの再来と言われる。
ドクター大山
トチローの父。グレートハーロック共に地球を旅立つ。

### ニーベルング族
神々に匹敵する知識と技術力を有していたが生存競争に敗れ、神々によって生存圏ごとブラックホールに投げ込まれ根絶やしにされた一族。
ミーメ
声：弥永和子
もう一人のヒロイン。ニーベルング族の娘、悠久の時を生きており北欧神話に登場するミーメその人。
アルベリッヒ
声：安原義人
ミーメの兄、ニーベルング族はこの兄妹が最後の生き残りである。ヴォータンの走狗であったが黄金の指環を手にし反旗を翻す。

### ワルハラの神々
重力オルガンの力を「ラインの黄金」にぶつけ、その反響による揺らぎを用いて自身の体の老化を抑え悠久ともいえる時を生きてきた一族。
ヴォータン
声：石田太郎
北欧神話のオーディンその人。宇宙の全てを治めるものと自称する。
フライア
声：篠原恵美
ミーメと並ぶ重力オルガンの演奏者。彼女に触れたいとするファゾルト兄弟の求めに応じたヴォータンにより二人の前に「報酬」として差し出される。
フリッカ
声：上田みゆき
ヴォータンの正妻でフライアの姉の美の女神。巨人族の見た目の醜悪さからフライアを差し出す契約を反故にするようにヴォータンに働きかけた張本人。ブリュンヒルデのことは女神としては一目置いているが、自身にとっては妾の娘であるため内心は良く思っていない。
ブリュンヒルデ
ヴォータンと知の女神エルダの娘でワルキューレの長女。母親譲りの聡明さと勇猛を兼ね備えた偉大な戦乙女。
グレートハーロックたちとの交流によって自身の真に進むべき道を悟り、ハーゲンの影響で「無限零度」に陥ったデスシャドウ1号艦を、自身が煌々と燃え盛る「焔」となることで救い消滅する。
エルダ
声：K'
ヴォータンの愛人である知の女神。聡明かつ思慮深い女性でハーロック達を「勇者」と認めヴォータンに対し常に忠告と内省を訴えるものの聞き届けられず、近く「神々の黄昏」があることを予感している。
第四部『神々の黄昏』では最悪の状況に直面してなおクリームヒルトを召喚するという悪手を指そうとするヴォータンの前に「喪服」で現れ、神々との決別を表してワルハラから立ち退く。
ローゲ
アルベリッヒの忠実な下僕と自称する火の神。高い技術的視点を有しアルベリッヒの参謀・相談役として登場するものの、ニーベルング族に対しては内心「奴隷」と思っているようで無意識のうちに侮蔑的な言葉が口に出る。第二部以降作中に登場せずその後の様子や生死不明。

### その他の重要人物
ファゾルト・ファフナー兄弟
声：子安武人・三木眞一郎
ヴォータンとの契約によりワルハラを守護する巨大要塞を建造する偉大なマイスター、その技術力の高さは『ラインの黄金』時点の齢を重ねたトチローも心からの賞賛を送るものである。醜悪な見た目とは裏腹に誠実で実直な人柄の兄弟であり、お互いにフライアのことを心から愛しているが巨人族であるため決して交われないことも理解している。
ヘルマザリア
第二部『ワルキューレ』で登場。『銀河鉄道999』エターナル編で登場したメタノイドの百人隊長かつ地獄の聖母騎士。
人もメタノイドも分け隔てなく勇敢な者を称え、愚者には鉄槌を下す公正な騎士。幼いメーテルとエメラルダスの勇敢さと優しさを称えメタブラディに眠る「伝説の船」の在処を教える。
ハーゲン
第三部『ジークフリート』にて、本作ではアルベリッヒとクリームヒルトの息子として登場する。こちら側の宇宙を裏切って暗黒女王の走狗として暗躍することからグレートハーロック・ワルキューレ・ワルハラのいずれの勢力からも「卑怯な愚か者」の烙印を押された男。ブリュンヒルデになりすまし、グレートハーロックとドクター大山を騙し討ちして暗殺しようとするも、即座に二人に見抜かれておめおめと正体を露見させられる。本人が知らない内にヴォータンによって脳内に反陽子爆弾が仕込まれており、デスシャドウを暗黒爆発で消滅させようとして乗り込んだ直後、ヴォータンの手によって無線操作で反陽子爆弾も起爆。有と無が釣りあったことで爆発が発生せず命からがらデスシャドウから逃げのびるも、その後全身が反陽子爆弾に変換され暗黒爆発の規模を超えた結果、大爆発を起こし自身の艦であるファンタズマもろとも消滅する。
クリームヒルト
第四部『神々の黄昏』にアルベリッヒの妻として登場する。夫婦と言ってもアルベリッヒのことなど歯牙にもかけず、人間を見下す尊大で粗暴な女戦士。神々の側からも嫌われているがワルキューレが離反した後のワルハラの最高戦力としてヴォータンに召喚される。

## メカニック

### 艦船
アルカディア号
『999』劇場版、『わが青春のアルカディア』などに登場する、船体色が緑のいわゆる髑髏艦首型。
第一部『ラインの黄金』時点では9号艦まで完成しているが、本作でハーロックが乗艦しているのは、曰く「武装と装甲が少し時代遅れだが、もっとも思い入れのある」3号艦である。その後ヴォータンの介入のあった時間軸において、第二部『ワルキューレ』時点で後述するデスシャドウ2号艦に強化改修を施したものを「1号艦」として実験艦に用いる事。その後は将来的に7号艦までの建造予定の計画をトチロー少年によって組み上げられていた。
第四部『神々の黄昏』でアルカディア2号艦（一部連載内容では4号艦になっている）にてワルハラに攻め入る。
デスシャドウ号
ドクター大山製の宇宙戦艦。1号艦は地球で作成されて宇宙への脱出に使用。2号艦は建造途中のものが海賊島に係留されていた。1号艦はこれまでのデスシャドウ号と髑髏艦首型アルカディア号を合わせたようなデザインで、2号艦は『宇宙海賊キャプテンハーロック』などに登場する、船体色が青のいわゆる鋭角艦首型と同型でありドクター大山の「デスシャドウ2号はおまえの思い通りに改良していいぞ。おまえたちの夢だったアルカディア号の試作艦として改名してもいいぞ。」とのセリフから、本作では本艦を改装したものがアルカディア号の1号艦であるとみられる。
第二部『ワルキューレ』では地球人の数少ない希望として多くの人々の想いを背負い、ドクター大山とトチロー少年の手により建造され地球を離れる。当時は敗戦直後で人手が足りず、艦の運営をする者の多くのは女性乗員である。
第三部『ジークフリート』では「火龍」、ファンタズマとの交戦を経て艦内で「無限零度」が発生する危機に陥るもブリュンヒルデの献身の結果復帰。その後ヴォータンとの諍いに乗じて侵略を開始してきた暗黒女王の先遣部隊であるファンタズマ艦隊14万8000隻をブリュンヒルデの遺した熱と「ラインの黄金」によって増幅されたミーメのオルガンによる相乗効果で超新星爆発規模にまで高まった艦のエネルギーを用いて刺し違え、この宇宙から消滅する。
第四部『神々の黄昏』ではかつてグレートハーロックが地球の総督府に遺した「意思ある短剣」を手に入れるために、遺された2号艦をトチロー少年が急ぎ空間跳躍が可能な段階まで仕上げ、地球に凱旋する。その後「短剣」に記録された様々な情報を参考にアルカディア1号艦への換装が行われた。なお、本作OVAが出た1999年にJESNETから発売された艦首鋭角版アルカディア号のポリストーンTOYも、本作の設定からデスシャドウの名前が宛がわれている。
クイーン・エメラルダス号
『999』劇場版や『エメラルダス』OVAなどに登場するアニメ版デザインとなっている。第二部で登場。ヴォータンが統治する以前に宇宙に進出していた「絶滅生命体」達が最期に作った船であり、中枢機関である流体波動エンジンはドクター大山ですら全容が理解できないほど高次な代物。建造当時から生き続けているのは艦そのものとかつて艦を襲った事柄から中枢機関のチェンバー内に避難させられていた「ナニカ」だけである。
大帆船
エメラルダスが第1部で使用しているが劇中で船名が明かされていないため、これもエメラルダス号かは不明。白鳥のように優美な形をした船で、恒星の光の圧力を受けて航行する。設計者はトチロー。エメラルダス以外にも乗員がいるのが確認できる。
アルベリッヒの旗艦
『ハーロック』アニメ版に登場した女王ラフレシアの乗艦、ドクラスと同型のデザインをしている。
「火龍」
第三部『ジークフリート』にてヴォータンの勅令に応じてデスシャドウ討伐の為に派遣された大型艦。正式名称は不明なため、所属する勢力の名前をとってワルハラ側は「火龍」の呼称を用いていた。西洋のドラゴンを模したその艦体は従来のデスシャドウ1号艦の武装では効果が薄く、トチロー少年が実験的に作り、艦首に設置されていた「新型衝撃砲」によって溶解させられる。融解したその金属はデスシャドウ1号艦に金メッキの様にまとわりつき、少しずつ艦を蝕んでいった。
ファンタズマ
第三部『ジークフリート』にて暗黒女王の治める「無の宇宙」からやってくる武装艦。最大の特徴は内部に動力機関が無く自身の周囲の物質を吸収、内部でエネルギーに変換し、何物も存在しなくなった空間の中に滑り込んでいくように移動することで攻防一体かつ『無』の領域の拡大が可能な「暗黒転移推進航法（ダークライド・エネルギア）」を行う点である。
作中ではハーゲンの乗艦する旗艦としての登場の他に、先遣部隊として少し小型のものが14万8000隻登場している。

### その他
999号
『999』でおなじみの銀河超特急は、本作でも登場。
ヴォータンの大要塞
映画『スター・ウォーズ』に登場する、第2デス・スターそっくりのデザイン。ワルハラ防衛の要であり、ファゾルト兄弟により建造される。内部には「ドラゴン」と呼ばれる生き物の悪意を取り込む精神生物が存在し、取り込んだものを喰らい自己増殖する。アルカディア3号艦の武装では撃破するには力不足でありフライアのオルガンの音色によってようやく無力化することに成功した。

## 舞台
ライン
宇宙を支配する黄金のある星で偉大なラインの三乙女に守られている。行方不明であったミーメはこの星で重力オルガンを弾いており、トチローがそれを突き止めたところから物語が始まる。神々にとっても自身等の「不老」を支える大切な惑星であったが、第一部末でファゾルト・ファフナー兄弟がフライアの為に改良した重力オルガンを作った結果、黄金の反響を必要としなくなったことでヴォータンに不利益がある度にワルハラ勢力からも狙われるようになる。
ワルハラ
神々が宇宙の中心と称する星。実情としては星自体が寿命を迎え砕けた後の小さな惑星に過ぎなかったが、巨人族やワルハラに敗れた生命体、一部の神々による装甲化・気候操作の技術により生存が可能な環境と武装が整えられている。
地球
かつてはヴォータンに支配されていたが、現在はその支配から逃れ20世紀末の姿で再建されている。
ヘビーメルダー
『999』や『ハーロック』など、多くの松本作品に登場する宇宙最大の自由港。地球の敗戦以降、機械化人やメタノイド勢力の流入が増えた。
メタブラディ
ヘビーメルダー同様の次元交差点で惑星の半分は木々に覆われた大陸と水で満たされた海、もう半分が酸化鉄の砂漠と石油の海で構成された独特な惑星。地理だけでなく、生物的にもヒューマノイドとメタノイドの交わる星でエメラルダス号に導かれて4人が初めてあった場所である。ヘビーメルダー以上にヒューマノイドとメタノイドの軍事境界線という要素が強く、本来は大規模な戦闘艦を停泊させる宇宙港の建造は宇宙法で固く禁じられているが、ワルハラは無断で大型戦闘艦の停泊も可能な秘匿ドックを酸化鉄の砂漠の地下深くに設置している。
海賊島
ハーロック一族の宇宙船に常によりそって移動する補給基地の小惑星。『ハーロック』にも2種類の海賊島が登場するが、これらとは形状が異なる。実在する小惑星Reiji6565でありドクター大山が「名前の元になったご先祖様」と語っていることから大山家には松本の血が流れていることがわかる。

## OVA
1999年にバンダイビジュアルより第一部が全6巻のOVA『ハーロック・サーガ ニーベルングの指環』としてリリース。富山敬の死後、トチローを演じてきた山寺宏一はハーロックとの2役。第二部以降は製作されていない。BGMにはワーグナーの楽曲がふんだんに使用されている。
スタッフ
- 原作、総設定：松本零士
- 監督：竹内啓雄
- 脚本：日吉恵
- 絵コンテ：奥脇雅晴
- 演出：日巻裕二
- キャラクターデザイン、作画監督：本橋秀之
- メカニック作画監督：石本英治
- メカニックデザイン：板橋克己、堀井敏之
- 美術監督：本田修
- 音楽：和田薫
- 演奏：モスクワ・インターナショナル・シンフォニー・オーケストラ
- 制作協力：BEE MEDIA、スタジオキャブ、円谷プロダクション
- 制作：バンダイビジュアル、81プロデュース

主題歌
- アウリフェア〜約束の地へ〜（前期エンディング）
- ドゥルイド〜樫の木の賢者〜（後期エンディング）
  - 2曲とも作詞、作曲、編曲：井上鑑、歌：小田木望

## 食玩
2002年にフルタ製菓から発売された『20世紀漫画家コレクション3 松本零士の世界』にて、本作に登場した登場人物やメカニック。そしてニーベルングの指環が食玩として商品化されていた。販売価格は税別300円で全7種類。